# Денисов Максим В'ячеславович
Макси́м В'ячесла́вович Дени́сов — солдат Збройних сил України.

## З життєпису
Працював у Києві таксистом. Після поранення товариша зголосився добровольцем у липні 2014-го, гранатометник, 95-та бригада.
10 днів обороняв Донецький аеропорт у новому терміналі. У бою 6 грудня 2014-го втратив ліве око — прикрив собою від вибуху командира. Внаслідок травм короткострокова втрата пам'яті, просторова дезорієнтація. З аеропорту не могли вивезти добу — 2 БТРи з пораненими розстріляли, на третьому вивезли Денисова.
Неодружений, проживає з мамою і старшою сестрою, виховує племінницю.

## Нагороди
За особисту мужність і високий професіоналізм, виявлені у захисті державного суверенітету та територіальної цілісності України, вірність військовій присязі, відзначений — нагороджений
- орденом «За мужність» III ступеня (31.7.2015).